# 舒坪街道
舒坪街道，原为舒坪镇，是中华人民共和国四川省自贡市自流井区下辖的一个乡镇级行政单位。2019年9月撤镇设街道。以原舒坪镇所属行政区域为舒坪街道的行政区域，舒坪街道办事处驻舒坪路18号。

## 行政区划
舒坪街道下辖以下地区：
舒家社区、柏林村、白阳村、吉林村、磨刀岭村、金华村、狮湾村、上阳村、金鱼村和白果村。